# 타사파롱가 해전
타사파롱가 해전은 제 2차세계대전 태평양전쟁의 일부로, 미국측은 제 4차 사보섬 해전으로도 부르고, 일본측은 룽가곶 해전이라고 부른다. 이 해전은 미국해군과 일본 연합함대 사이에 벌어진 교전으로, 1942년 11월 30일 밤에 일어났다. 이 해전 역시도 다른 많은 태평양전쟁의 해전처럼 아이언버텀 사운드 지대에서 일어났다. 대략적인 위치는 과달카날 근해의 타사파롱가 부근이다.
타사파롱가 해전에서의 양측 지휘관은 5척의 순양함과 4척의 구축함을 거느린 미군의 칼튼 라이트 해군소장, 그리고 8척의 구축함을 거느린 일본의 다나카 라이조 해군소장이었다. 다나카의 구축함들은 과달카날의 일본육군을 위해 식량등을 수송하고 있던 구축함들이었다.
개략적인 전투상황은 다음과 같다. 칼튼 라이트는 함대의 레이다를 활용하여 일본의 구축함을 발견하고 화력을 집중시켜 순식간에 침몰시켰다. 그러나, 다나카는 이에 신속히 반응하여 그의 구축함들로 하여금 상당한 양의 어뢰를 미국 함대에 발사했다. 정확도는 놀라울 정도로, 눈깜짝할 사이에 어뢰를 얻어맞은 미국 순양함 한척이 침몰했고, 나머지 세척의 순양함도 각기 어뢰를 얻어맞고 대파되어 전투불능 상태가 되었다. 이때를 틈타 다나카의 구축함들은 아무런 손실없이 재빨리 식량을 과달카날에 양륙하고 도망치는데 성공하였다. 전술적으로 일본이 대승했음에도 불구하고, 과달카날의 일본군은 보급품을 받아 며칠간의 생명연장을 더 했을 뿐, 끝내 과달카날은 미군 손으로 넘어갔다. 전투내용만 보면 계란으로 바위가 부서졌다고 할 정도로 기적적인 미군의 완패였지만, 이제 본격적으로 위력을 발휘한 미국의 산업력 앞에서는 새발의 피의 손실일 뿐이었다. 믿기 어려울 기적적인 승리가 별 전략적 가치가 없다고 할 정도로, 이미 태평양의 판세는 미국쪽으로 많이 기울어 있었던 것이다.

## 배경

### 과달카날 작전
1942년 8월 7일, 연합군은 과달카날 섬, 툴라기 섬, 솔로몬 제도 하의 플로리다 섬 등 3곳에 상륙한다. 일본이 이 섬들을 활용하여 미국과 호주 사이의 보급로를 끊으려 하였으므로, 연합군은 이 섬들을 공략하여 일본군이 기지로 사용하지 못하도록 하려는 것이 목적이었다. 또한, 이 섬들을 점령함으로써 태평양의 라바울에 위치한 일본 남방함대 본진을 공략하는 첫 시작점으로써 활용할 의도도 있었다. 이 작전은 연합군의 뉴기니 캠페인의 일부였고, 상륙은 장장 6개월이 걸리게 될 과달카날 작전의 시작이었다.
2000~3000명으로 구성된 일본군의 과달카날 방위대는 완전한 기습을 받았고, 8월 8일 반데그리프트 중장의 지휘 하에 11,000명의 연합군이 일본군의 비행장을 포함하여 툴라기 섬을 점령하였다. 이 비행장은 과달카날의 룽가곶 부근에서 일본군이 건설중이었는데, 연합군은 이 비행장을 탈취하여 핸더슨 비행장이라 명명한다. 이후 핸더슨 비행장에서 작전하는 연합군 비행기들은 '칵터스 비행단'이라고 불린다. 이것은 과달카날에서의 연합군 암호명을 딴 이름이다. 핸더슨 비행장을 사수하기 위해 미군 해병대는 룽가곶 주변을 빙 둘러싸 방어진지를 구축하였다. 상륙 후 이 진지는 지속적인 지원을 받았고 2개월 후에는 병력이 20,000여명으로 증가하였다.
한편 연합군의 상륙 후, 일본제국 본영에서는 육군 17사단을 하루키치 하쿠다케 중장 휘하로 배속시키고 과달카날의 연합군을 몰아내라는 명령을 내린다. 일본 육군 17사단은 8월 19일 과달카날에 도착한다.
핸더슨 비행장의 미군 비행기가 위험요소였으므로, 일본은 크지만 느린 수송선들을 이용할 수가 없었다. 결국 일본은 구축함들을 이용해 병력을 수송하였다. 미카와 군이치 중장이 지휘하는 일본 8함대는 슬럿 해협을 통해 야밤에 기동하여 미군의 항공공격을 피할 수 있었다. 하지만 구축함들은 무겁고 중량이 많이 나가는 중포나 차량, 식량 등을 수송하기가 곤란했다. 이렇게 수송선을 이용하지 못하고 구축함을 이용해 야밤에 은밀하게 수송작전을 펼치는 것을 두고, 미군은 이를 "도쿄 익스프레스"혹은 "쥐 수송" 이라고 표현하였다.
일본은 1942년 8월부터 11월까지 핸더슨 필드를 장악하고 미군을 쫓아내고 싶었으나 번번히 그 시도는 가로막혔다. 일본군의 과달카날 마지막 공세는 11월 12일~15일 사이에 이루어졌으며 이 역시도 실패로 돌아갔다.
11월 26일, 일본군 중장 히토시 이마무라는 라바울에 새로 신설된 제 8 육군항공대를 맡게 되었다. 이마무라 중장은 솔로몬 제도의 17사단과 뉴기니의 18사단까지 관할하게 되었다. 이마무라의 제 1 목표는 역시 핸더슨 비행장의 탈취 및 과달카날의 탈환이었다. 하지만 연합군이 뉴기니의 부나를 공격했다는 사실은 이마무라의 목표를 바뀌게 했다. 연합군이 부나를 점령하는 것은 라바울의 일본기지에 있어 과달카날보다 더 직접적인 위협이었다. 이마무라는 과달카날 탈환작전을 잠시 뒤로 미루고 부나 방어에 집중하게 된다.

### 위기에 빠진 수송작전
핸더슨 비행장과 툴라기 미군 수상보트기지의 콤비, 그리고 밤마다 휘영청 떠오르는 밝은 달은 일본군의 수송을 더욱 어렵게 만들었다. 일본은 결국 구축함 수송작전도 포기하고 잠수함 수송체제로 전환한다. 1942년 11월 16일부터 3주간 16대의 잠수함이 야밤에 식량수송을 단행했다. 각 잠수함은 20~30톤의 식량을 수송할 수 있었으며, 이것은 과달카날 전체의 일본군이 하루를 버틸 수 있는 양이었다. 하지만 이 식량조차도 정글을 뚫고 일선부대에 보급하는 일은 매우 힘든 일이었고, 과달카날의 일본군을 어렵게 만들었다. 참다못한 일본군은 중부 솔로몬 제도의 3개 해상기지에 있는 PT보트를 이용해서 식량을 수송하려 했지만 이 역시도 핸더슨 비행장의 미군 비행기들의 위협 때문에 포기할 수밖에 없었다.
11월 26일, 17사단의 이마무라 중장은 자신들이 심각한 식량위기에 처해 있다는 사실을 깨달았다. 미군과 대치하고 있는 일부 전방부대는 6일간이나 식량을 공급받지 못했다. 그나마도 하루에 한끼밖에 먹지 못하는 병사들이었다. 잠수함 수송으로는 이 문제를 해결할 수 없음을 깨달은 일본군은 또다시 구축함 수송으로 수송방식을 변경한다.
8함대 참모들은 구축함들이 연합군의 눈에 띄지 않고 과달카날에 식량을 수송할 수 있도록 작전을 짜낸다. 석유와 가스 드럼통을 비우고 그 안을 식량과 의약품으로 가득 채웠다. 그리고 드럼통들이 물에 뜰 수 있도록 부표를 붙이고 밧줄로 엮었다. 구축함들이 과달카날에 도착해서 드럼통들을 해안가에 던지고 줄행랑을 치면 해안가의 일본군들이 드럼통을 가져가는 작전이었다.
과달카날 수송대가 된 일본 8함대는 라이조 다나카 소장이 지휘하고 있었다. 그는 11월 30일 '드럼 방식'의 첫번째 수송작전을 수행하게 되었다. 다나카의 함대 주력은 제 2구축대의 구축함 8척이었다. 이 중 6대의 구축함이 200~240개의 수송 드럼통들을 싣고 과달카날의 타사파롱가로 향했다. 다나카의 기함 나가나미와 구축함 타카나미가 6대의 수송구축함을 호위하였다. 6대의 수송구축함은 각각 쿠로시오, 오야시오, 카게로, 스즈카제, 카와카제, 마키나미였다. 중량을 가볍게 하기 위해 6대의 수송구축함은 예비 어뢰들을 갖고있지 않은 상태였다. 따라서 6대의 수송구축함은 각각 8대의 어뢰만을 장비한 채 타사파롱가로 향했다.
과달카날 해전 이후, 미군의 윌리엄 헐지 중장은 11월 24일에 67기동함대를 포함한 남태평양 함대 전체를 지휘하고 있었다. 67 기동함대는 중순양함 미네아폴리스, 뉴올리언스, 펜사콜라, 노댐턴 그리고 경순양함 호노룰루, 그리고 구축함 플레쳐, 드레이턴, 마우리, 퍼킨스로 이루어져 있었다. 미군의 칼튼 라이트 소장은 11월 28일 토마스 킨케이드 소장의 후임으로 67기동함대를 지휘하게 되었다.
라이트의 계획은, 일본군과 야간전투에서 대등하게 싸울 능력을 갖는 것이었다. 전임이었던 킨케이드 소장이 처음 입안한 이 작전은, 야간에 레이다를 장착한 구축함을 앞에 세워서 일본군의 함대를 탐지하고, 어뢰를 발사한 후 순양함들의 포격으로 끝장내는 작전이었다. 순양함은 이를 위해 9.1km~11km 뒤에서 포격을 지원할 수 있어야 했다. 그리고 순양함에서 발사한 수상기들은 일본군의 상공에서 조명화염을 떨어뜨려 시야를 확보할 것이었다.
11월 29일, 연합군 정보부는 과달카날의 일본 17사단에 보내지는 명령문을 가로채 해독했다. 그 내용은 다나카가 과달카날에 구축함으로 수송작전을 펼친다는 것이었다. 이 메시지를 토대로, 헐지는 라이트에게 67기동함대를 이끌고 과달카날 근처 해역에서 다나카 함대를 괴멸시키라고 명령한다. 기함 미네아폴리스를 필두로 한 67기동함대는 에스피리투 산토를 출발하여 11월 29일 자정 전을 목표로 과달카날로 진격하였다. 정찰임무에서 돌아오던 구축함 램슨과 라드너가 67기동함대에 합류하였다. 이 2척의 구축함을 받아들이느라 잠시 시간을 지체한 라이트는, 11월 30일 17:00에 과달카날 근처에 도착한다. 이후 순양함에서 수상기들을 날려보냈고, 20:00에 전 승무원들을 전투위치로 보내어 다나카의 함대를 기다린다.
다나카의 8함대는 11월 30일 자정에 쇼트랜드를 떠나 과달카날로 향한다. 다나카는 미군의 공중정찰을 피하기 위해 과달카날로의 항로를 우회하였다. 부겐빌 남쪽 망루에 있던 호주 정찰병이 다나카 함대의 출항을 라디오로 급히 알렸고, 이 메시지는 대기중이던 라이트에게 전해졌다. 동시에, 일본군 정찰기도 과달카날 근처의 67 기동함대를 발견했고, 다나카에게 이를 알려왔다. 다나카는 미군과의 충돌을 피할 수 없음을 알게 되었고, "유사시에는 물자하역을 신경쓰지 말고 연합군과의 전투에 집중하라"고 명령을 내렸다.

## 전투

### 전초전
11월 30일 21:40분, 다나카 함대는 사보섬을 발견했다. 일본함대는 서로 600미터 간격을 두고 일자대형으로 이동하고 있었다. 타카나미가 선두에 섰고 그 뒤를 오야시오, 쿠로시오, 카게로, 마키나미, 나가나미, 카와카제, 스즈카제가 따랐다. 67기동함대는 렝고 해협을 통과해서 아이언 버텀 사운드로 전진했다. 라이트의 함대 주력은 플레쳐, 퍼킨스, 마우리, 드레이턴, 미네아폴리스, 뉴올리언스, 펜사콜라, 호노롤루, 노댐턴, 램슨, 라드너 순으로 이동했다.
22:40분, 다나카 함대는 사보섬 남쪽으로부터 5km 해안을 따라 이동했고, 이때부터 속도를 시속 22km로 줄였다. 하역장소에 거의 다다랐기 때문이었다. 타카나미가 해안 2km까지 다다랐을 때쯤, 67기동함대가 렝고 해협을 완전히 빠져나왔고 시속 37km로 사보섬을 향해 이동했다. 이날 밤은 달이 보이지 않았고 시야는 3km~11km로 제한되었다. 바다는 매우 고요했으므로 석션 효과가 발생하여 라이트의 수상기들이 툴라기에 착륙하는 것을 지연시켰다. 하지만 전투에는 별다른 영향이 없었다.
23:06분, 라이트의 함대는 에스페란사 곶부터 레이다를 가동하여 다나카의 함대를 찾기 시작했다. 다나카의 함대는 이와 달리 레이다를 장착하지 않은 상태였고 두 그룹으로 나뉘어 드럼을 바다에 떨굴 준비를 하기 시작했다. 나가나미, 카와카제, 스즈카제는 하역포인트인 도마 암초로 이동했고 마키나미, 카게로, 오야시로와 쿠로시오는 타사파롱가 근처로 갔다. 23:12분, 타카나미의 견시가 라이트의 주력함대가 다가오는 것을 발견했고 이 사실을 다른 함대에 전파했다. 23:16분, 다나카는 하역작업의 중지를 명하고 다가오는 연합군 함대에 공격명령을 내렸다.

### 전투
23:14분, 구축함 플레쳐의 레이다가 타카나미와 수송구축함들을 포착했다. 23:15분, 일본함대와 6.4km의 거리를 두고 플레쳐의 함장 윌리엄 콜은, 라이트에게 어뢰발사 허가를 요청했다. 라이트는 2분 정도 기다렸다가 "상대와의 거리를 보고하라"라고 이야기했다. 콜은 거리가 알맞다고 보고하였다. 2분이 더 지나자, 라이트는 어뢰 발사를 허가했다. 23:20분, 플레쳐, 퍼킨스, 드레이턴이 20발의 어뢰를 발사했다. 그러나 마우리는 레이다가 충분치 않아 미처 일본군 함대 방향을 포착하지 못하여 발사하지 못했다.
이와 동시에 라이트는 휘하 함대에 포격개시를 명했다. 23:21분, 4대의 구축함은 일제히 일본군 함대를 향해 조명탄을 발사한 후 순양함들의 포격에 방해가 되지 않도록 옆으로 비켜섰다.
연합군과 가장 가까이 있었던 일본의 구축함은 타카나미였는데, 이 때문에 타카나미는 연합군의 첫 포격을 혼자서 모두 감당해야 했다. 타카나미는 방향을 돌려 가지고 있는 8발의 어뢰를 모두 발사한지 4분 후에 온몸으로 연합군 포격을 받다가 함이 완전히 불길에 휩싸여 전투불능 상태가 되었다. 타카나미가 파괴되는 동안 나머지 일본함대는 공격을 준비하였다. 한편 연합군 구축함들이 초기에 발사한 어뢰들은 모두 불발이 났는데, 역사가 크렌쉐는 후일, 미군이 이 전투에서 발사한 어뢰들이 고장이 나지만 않았어도 승패가 달라졌을 거라고 말했다.
다나카의 기함 나가나미는 스타보드로 코스를 변침하고 연막탄을 발사한다. 카와카제와 스즈카제는 포트로 코스를 변침한다. 23:23분, 스즈카제는 라이트의 순양함쪽으로 8발의 어뢰를 발사했고, 뒤따라 나가나미와 카와카제도 8발을 모두 발사했다.
그러는 동안 나머지 4대의 구축함은 계속해서 과달카날 해역 안으로 향했고, 라이트의 순양함들도 반대쪽 방향을 통해 과달카날 해역으로 들어갔다. 23:28분, 연합군의 공격을 온몸으로 받고 있었던 타카나미는 결국 전투불능이 되어 가라앉기 시작했고, 쿠로시오는 4발의 어뢰를, 오야시오는 8발의 어뢰를 연합군 방향으로 모두 발사했다. 어뢰를 발사하자마자 이 두 구축함은 속도를 올려 반대방향으로 달아나기 시작했다. 라이트의 순양함들은 일본함대를 쫓아갔지만 이때 일본군이 발사한 총 44발의 어뢰가 라이트의 함대를 향해 빠르게 접근하고 있었다.
23:27분, 미네아폴리스는 9문의 대포로 일본군을 향해 일제사격했고, 라이트는 주력함대의 방향 변침 명령을 준비했다. 그러나 이때, 스즈카제에서 발사한 어뢰 1발과 타카나미에서 발사한 어뢰 1발이 미네아폴리스 선수부분을 강타했다. 하나는 미사일포대 앞쪽에 위치해 있던 연료저장소를 폭발시켰고, 나머지 하나는 보일러실에 명중하여 4개의 보일러실 중 3개를 찢어놓았다. 이 충격으로 뱃머리가 70도 이상 구부러졌고, 미네아폴리스는 동력을 완전히 잃었다. 미네아폴리스에서는 37명의 승무원이 사망하였다.
몇분 뒤, 또다른 어뢰가 뉴올리언스의 포대를 강타했고 선수부분의 엔진실과 연료저장소를 폭발시켰다. 이 충격파로 배의 선수 전체와 포대 2개가 날아갔다. 찢어진 선수가 회전하면서 배의 선체에 또다른 손상을 입힌 뒤 가라앉았다. 선수의 포대를 조종하던 병사들은 모두 비명횡사했다. 뉴올리언즈는 180도 회전하면서 조작능력과 통신능력을 잃고 표류하였다. 뉴올리언스에 맞은 어뢰로 183명의 수병이 사망하였다. 당시 선수포의 견시였던 허버트 브라운은 어뢰가 뉴올리언스에 맞았던 상황을 다음과 같이 술회했다. "나는 봥대만했다라 걷고포성이멈춘 포대 라이프라인에 멈춰서 있었,다좧현깥가쪽의기랑있었던인붙신의포대발자옆연겨된 었어도 나는 30서 멈춰다섰다처박그라이 배의 선수가 완전히 날아갔다. 배의 125 피트 가량과디뎠로 무장된 1번포대가 완전히 날아갔다. 그멀립붙는 자그마치 1,800톤이었사랒가 있었시여, 나와 훈련소 시절부터 함께했던 동기들이 모두 죽고 말았나이다."
중순양배의 후미에 달라는고배의었읿붑분이 뉴올리언스가 참혹하게 당하는 것을 보고 펜사콜라는 그들의 옆을 지나쳐 항구쪽으로 방향을 돌렸다. 23:39분, 펜사콜라의 메인마스트에 일본군 어뢰가 명중했다. 이 폭발로 기름에 불이 붙어 함 내부와 배의 주갑판의 화염이 빠르게 확산되었다. 미처 몸을 피하지 못한 125명의 승무원이 떼죽음을 당했다. 배는 13도 기운 채로 동력과 통신, 방향조작이 모두 정지되었다.
펜사콜라 뒤를 따르던 배는 호놀룰루였다. 호놀롤루의 함장은 미네아폴리스와 뉴올리언스의 우측을 우회하는 길을 선택했다. 그리고 속력을 시속 56km까지 높였다. 신속한 결정 덕택에, 호놀롤루는 어떤 타격도 입지 않고 전장을 신속히 빠져나갈 수 있었다. 호놀롤루는 전장을 빠져나가면서도, 도주하는 일본 구축함들에게 계속 포격을 가했다.
마지막 남은 연합군의 순양함은 노댐턴이었다. 호놀롤루 앞에 있었던 노댐턴 역시도 미네아폴리스와 뉴올리언스의 우측을 우회하였다. 그러나 호놀롤루와는 다르게, 속력을 높이거나 급격한 조작을 하지 않았다. 이것이 노댐턴과 호놀롤루의 운명을 갈랐다. 23:48분, 노댐턴은 카와카제에서 발사한 두발의 어뢰를 얻어맞았다. 첫번째 어뢰는 엔진실에서 불과 3m 낮은 곳에 명중했고, 4분뒤 두번째 어뢰가 첫 피폭지점에서 12m가량 선미쪽에 명중했다. 엔진실이 빠르게 침수되었고, 배는 10도 기울었으며 화재가 발생하여 50명이 사망하였다.
이제 라이트의 수중에 남은 배는 구축함 램슨과 라드너 뿐이었다. 이들은 목표지점에 위치하는데 실패하고 뉴올리언스의 기관총으로부터 오인사격을 받은 후 동쪽으로 빠져나갔다. 콜의 구축함 4척은 사보섬을 아예 한바퀴 돌아서 전장에 재진입했으나, 이미 상황은 종료된 뒤였다.
그러는 동안, 23:44분 다나카는 휘하 함대에 진형을 깨고 전장을 이탈하라는 명령을 내렸다. 과달카날 해안을 통해 빠져나가는 동안, 쿠로시오와 카게로는 연합군 함대를 향해 8발의 어뢰를 더 발사하였다. 이 어뢰들은 전부 빗나갔다. 타카나미가 라디오 통신이 두절되자, 다나카는 오야시오와 쿠로시오를 보내 타카나미를 구출하게 하였다. 12월 1일 01:00, 오야시오와 쿠로시오는 불타는 타카나미를 발견하였으나 연합군 전함들이 근처에 있는 것을 보고 승무원 구조를 포기하였다. 오야시오와 쿠로시오는 퇴각했고 다나카의 주력함들보다 10시간 늦게 쇼트랜드에 도착하였다. 타카나미는 일본군 함대 중에서 유일하게 큰 손상을 입은 배가 되었다.

### 전투종료 후
타카나미의 승무원들은 01:30분 퇴함했다. 하지만 타카나미에서 큰 폭발이 발생하여 물에 떠있던 많은 일본군 승무원들이 사망하였다. 구축대장 토시오 시미즈와 타카나미 함장 마사미 오구라도 이때 사망하였다. 244명의 구축함 승무원 중 48명이 과달카날 해안에 도착하여 생존하였으며, 그 중 19명은 연합군에 생포되었다.
미군 순양함 노댐턴의 승무원들은 01:30분 배의 불길을 잡지 못하고 퇴함했다. 노댐턴은 03:04분에 침몰하였다. 구축함 플레쳐와 드레이턴이 773명의 생존자를 구출하였다.
극심한 손상에도 불구하고, 미네아폴리스, 뉴올리언스, 펜사콜라는 31km를 이동하여 12월 1일 아침에 툴라기에 도착하여 응급처치를 받았다. 펜사콜라에서 발생한 화재는 진압되기까지 무려 12시간동안을 불탔다. 펜사콜라는 12월 6일까지 수리를 받았다. 코코넛 통나무로 배의 선수부분을 때운 미네아폴리스와 뉴올리언스는 툴라기를 떠나 시드니와 에스피리투산토로 향하여 12월 12일 도착하였다. 3척의 순양함은 광범위하고도 장기적인 수리를 받았다. 뉴올리언스는 이듬해 8월, 미네아폴리는 이듬해 9월, 펜사콜라는 이듬해 10월 다시 전장에 재투입되었다.
이 전투는 사보섬 전투와 더불어 2차대전 미국 해군 역사상 최악의 패배가 되었다.